# Extinction Level Event (Dark Angel)
Extinction Level Event è il quinto album in studio della thrash metal band americana Dark Angel . La sua uscita è prevista per il 5 Settembre 2025 su Reversed Records. Sarà il primo album in studio della band da Time Does Not Heal del 1991, e il primo da We Have Arrived del 1985 a non essere pubblicato su Relativity Records (o la sua etichetta sussidiaria Combat).
Extinction Level Event sarà anche la prima uscita dei Dark Angel con la chitarrista (e moglie del batterista Gene Hoglan ) Laura Christine, subentrata al posto di Jim Durkin nel 2020 come turnista e poi come membro fisso nel 2023 dopo la morte di Jim. Durkin riceve i crediti postumi come autore di alcune canzoni del disco, in particolar modo della title-track, scritta circa 10 anni prima della sua morte.

## Contesto e produzione
Le origini dell'album risalgono al 1992, quando i Dark Angel iniziarono a scrivere e registrare demo per il loro quinto album in studio intitolato Atrocity Exhibition, principalmente per mano di Gene Hoglan: tuttavia, l'album rimase incompiuto e abbandonato quando la band si sciolse nel settembre di quell'anno. Verso la fine degli anni '90, i Dark Angel avevano ricevuto numerose offerte di reunion, e la più redditizia proveniva da un tour europeo da headliner nel 1999 con gli Ancient Rites, che fu però cancellato per motivi logistici. La band si riformò ufficialmente nel 2002 per una serie di spettacoli, uno dei quali vide i Dark Angel come band di apertura per i Kreator e i Destruction;  la formazione per questa reunion comprendeva i chitarristi Eric Meyer e Jim Durkin, il batterista Gene Hoglan, il cantante Ron Rinehart e il bassista Danyael Williams. Furono fatti piani per intraprendere il tour "Darkness Returns" durante l'estate del 2003, con un possibile nuovo album a seguire; ciononostante il "Darkness Returns" fu cancellato a causa di un grave infortunio alla spina dorsale riportato da Rinehart in un incidente, il quale rischiava di rimanere paralizzato a vita se avesse continuato a cantare prima di una guarigione completa. Ciò portò al secondo scioglimento della band.
I Dark Angel annunciarono la loro seconda reunion nell'ottobre 2013, questa volta con la formazione di Leave Scars. Nel novembre dell'anno successivo, Hoglan rivelò che lui e Durkin stavano lavorando a materiale "super fantastico e super aggressivo" per un nuovo album. In un'intervista del febbraio 2017 con KNAC.com, Hoglan confermò di avere "cinque o sei canzoni pronte per essere pubblicate" e descrisse il nuovo materiale come "l'energia giovanile e l'aggressività dei Darkness Descends con un po' di quello che stavamo facendo con Time Does Not Heal e un po' di Leave Scars."
I progressi sul nuovo materiale dei Dark Angel sono rimasti lenti per oltre mezzo decennio, a causa dei programmi di Hoglan con Testament, Death to All e altri progetti, così come i membri della band che vivono lontani l'uno dall'altro e vogliono prendersi il loro tempo per perfezionare il materiale.  In un'intervista del febbraio 2019 con Agoraphobic News, Hoglan ha dichiarato che i Dark Angel avevano "5 o 6 canzoni in lavorazione" e che il loro quinto album sarebbe uscito "entro la fine di quest'anno o entro il 2020". Ulteriori ritardi sono stati riscontrati fino a gennaio 2022, quando Hoglan (che aveva recentemente lasciato i Testament) ha rivelato che la band stava "andando avanti" con la scrittura di un nuovo album e che intendevano "essere in studio prima della fine di quest'anno". Hoglan ha successivamente affermato che l'album sarebbe probabilmente uscito nel 2023.  
Durkin, che era stato inattivo dal 2020 a causa di una malattia al fegato, è morto l'8 marzo 2023 all'età di 58 anni. I membri sopravvissuti dei Dark Angel decisero che la band avrebbe continuato in memoria di Durkin, con la moglie di Hoglan, Laura Christine, a sostituirlo, e annunciarono che il loro prossimo quinto album sarebbe uscito nel 2023 o nel 2024 e sarebbe servito anche come tributo a Durkin.
Il 25 luglio 2024, Hoglan ha confermato in un videomessaggio pubblicato sui social media che i Dark Angel avevano iniziato a registrare il loro quinto album in studio e che aveva "appena finito di registrare la batteria". Hanno pubblicato un video teaser per l'album tramite i social media il 19 marzo 2025, confermando che sarebbe stato pubblicato negli ultimi mesi del 2025 su Reversed Records. Due giorni dopo, la band ha debuttato con due nuove canzoni, "Circular Firing Squad" e la title-track dell'album "Extinction Level Event", durante un concerto a Buenos Aires, suonate due giorni dopo a Santiago, in Cile .  La band ha rivelato l'artwork di Extinction Level Event nell'aprile 2025, e l'11 dello stesso mese la title-track è stata pubblicata come primo singolo ,  seguita a giugno dal suo secondo singolo "Circular Firing Squad".
Il 17 Agosto è stato annunciata l'uscita del disco per il 5 Settembre 2025, in concomitanza con la prima tappa del tour dedicato all'album.

## Tracce
1. Extinction Level Event – 4:16
2. Circular Firing Squad – 4:30
3. Woke Up to Blood
4. Apex Predator
5. Sea of Heads
6. Atavistic
7. Scaler Weaponry
8. Scarface the Room
9. E Pluribus Nemo
10. Terror Construct
11. Extraction Tactics

Durata totale: 8:46

## Formazione
Dark Angel
- Eric Meyer – chitarra
- Gene Hoglan – batteria
- Ron Rinehart – voce
- Mike Gonzalez – basso
- Laura Christine – chitarra
- Jim Durkin - songwriting postumo

Personale aggiuntivo
- Gene Hoglan – produttore esecutivo
- Rob Shallcross – produzione, ingegneria
- Mike Fraser – mixaggio
- Cain Gillis – copertina